# Volo FedEx Express 14
Il volo FedEx Express 14 era un volo cargo da Singapore a Newark, nel New Jersey, con scali in Malesia, Taiwan e Alaska. Il 31 luglio 1997, un MD-11 che stava percorrendo tale rotta, si schiantò durante l'atterraggio all'aeroporto internazionale di Newark (EWR), capovolgendosi e prendendo fuoco, ferendo tutte e cinque le persone a bordo.

## L'aereo
Il velivolo, nominato Joshua da FedEx, numero di costruzione 48603 e numero di linea 553, era un modello cargo del McDonnell Douglas MD-11, alimentato da tre motori General Electric CF6-80C2D1F. Immatricolato negli Stati Uniti come N611FE,  l'aereo fu consegnato nuovo alla FedEx nel settembre 1993. Prima dell'incidente, il velivolo aveva accumulato un totale di 13.034 ore di volo e 2.950 cicli di volo (un ciclo di volo è definito come decollo e atterraggio) ed era stato coinvolto in due incidenti prima di quello di Newark. Nel gennaio 1994 subì un danno alla parte inferiore della fusoliera durante un atterraggio all'aeroporto internazionale di Memphis. Poi, nel novembre 1994, subì un tailstrike all'aeroporto internazionale di Anchorage. Le riparazioni per questo ultimo fatto furono eseguite pochi giorni dopo il tailstrike, e quelle per l'incidente di Memphis nell'agosto 1995. 

## L'incidente
Il velivolo si schiantò durante l'atterraggio sulla pista 22R dell'aeroporto di Newark. Oltre al comandante e al Primo Ufficiale c'erano a bordo tre passeggeri, di cui uno sullo strapuntino.
Durante il volo, l'equipaggio era preoccupato della breve distanza di arresto dopo l'atterraggio e il comandante disse di voler toccar terreno il prima possibile. L'aereo partì con un invertitore di spinta (del motore sinistro) guasto, e i piloti erano a conoscenza di incidenti, riportati nel registro di manutenzione dell'aeromobile, nei quali gli auto-freni non si erano attivati durante gli atterraggi. Inoltre interpretarono erroneamente i dati della pista, credendo di avere una distanza di arresto inferiore a quella effettivamente disponibile.
L'atterraggio fu normale fino all'inizio della fase di flare. L'MD-11 toccò la pista, rimbalzò e cominciò a girarsi verso destra. Al secondo touchdown, circa 1 100 piedi (340 m) dopo, il carrello di destra si staccò, il motore n.3 (ala destra) entrò in contatto con la pista e il rollio a destra continuò fino a quando i l'ala destra si ruppe. L'aereo si capovolse e fermò sul lato destro della pista, in fiamme. Tutti e cinque gli occupanti fuggirono attraverso un finestrino della cabina di pilotaggio. L'aereo fu distrutto dall'incendio.

## Le indagini
Il National Transportation Safety Board condusse l'indagine sull'incidente e pubblicò il final report 3 anni dopo, nel luglio 2000. Concluse che la causa probabile era l'eccessivo controllo dell'aeromobile da parte del comandante durante l'atterraggio e la sua incapacità di iniziare la procedura di riattaccata dopo un flare instabile. A circa 17 piedi (5,2 m), il comandante lasciò abbassare il muso dell'aereo, probabilmente per toccare il suolo il prima possibile, quindi sollevò e aumentò la spinta per rallentare la discesa dell'aereo, e spinse di nuovo verso il basso (al momento del primo touchdown) per cercare di mantenere l'aereo sulla pista. Questi ultimi input di controllo furono "troppo forti ed eseguiti troppo in ritardo" per stabilizzare l'atterraggio; l'alta velocità verticale e il rollio a destra compressero il carrello di atterraggio destro al secondo touchdown, ciò spezzò la parte posteriore dell'ala destra e ruppe il serbatoio del carburante destro.

## Il numero di volo
FedEx Express continua a utilizzare il numero 14 per un suo volo; il percorso è stato modificato: la partenza è a Hong Kong, gli scali a Taipei e Anchorage, e la destinazione a Memphis.

## Cultura di massa
L'incidente del volo FedEx Express 14 e un altro simile nel 2009 di un altro McDonnell Douglas MD-11, il volo FedEx Express 80, sono entrambi trattati nella stagione 14 di Indagini ad alta quota, episodio 5, intitolato "Morte a Narita".